# Echinothrix calamaris
Echinothrix calamaris Pallas, 1774 è una specie di riccio di mare appartenente alla famiglia Diadematidae.

## Distribuzione
È diffuso in tutte le aree tropicali dell'oceano Indiano e dell'oceano Pacifico, dalle coste dell'Africa orientale alla Polinesia francese, ma è stato localizzato anche dalle Hawaii e nel Mar Rosso. Vive abbastanza vicino alla superficie.

## Descrizione
Ha un diametro di circa 5 cm, ed è protetto da due serie di spine: la prima breve, di un colore che varia dal giallastro al marrone scuro, che è anche velenosa, e una seconda di spine molto più lunghe bianche a fasce nere o marroni.
Può essere confuso con Diadema setosum e Diadema savigny che però hanno una sola serie di spine, molto allungate e sottili.

## Biologia

### Comportamento
È una specie attiva quasi unicamente di notte, che si nasconde in fessure e anfratti rocciosi durante il giorno. 
A volte è in simbiosi con un granchio, Echinoecus pentagonus, e molto spesso gli esemplari giovanili della famiglia Apogonidae si nascondono tra le sue spine.

### Alimentazione
I giovani si nutrono di alghe, gli adulti di altri invertebrati acquatici.